# 高加索野牛
高加索野牛（Bison bonasus caucasicus）是棲息在東歐高加索山脈的歐洲野牛亞種。牠們在高加索山脈是裏海虎、亞洲獅及其他如狼及熊等掠食者的獵物。

## 衰落及滅絕
在17世紀，高加索野牛在西高加索的數量仍很豐富。隨著人類不斷的在山區發展，牠們的分佈地在19世紀就縮減了只餘下十分之一。於1860年代，共有2000頭高加索野牛，但就減少到1917年的500-600頭及1921年的50頭。於1927年，最後三頭高加索野牛亦相繼死亡。.

## 混種

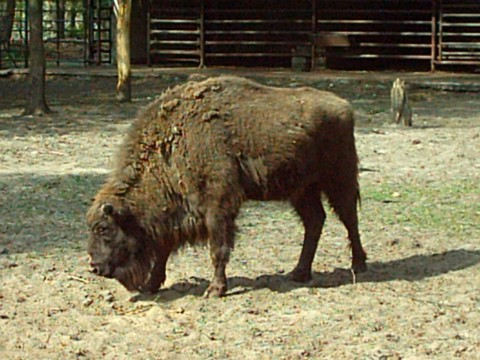
在波茲南的混種。

資料上只有一頭高加索野牛是飼養的。這頭高加索野牛於1907年生於高加索山脈，並於1908年送往德國，最終於1925年死亡。當時牠曾與其他的低地亞種進行混種。故此，牠是現今高加索低地育種品系。

## 重新引入
於1940年及1959年，一批歐洲野牛與美洲野牛的混種分別在高加索及卡巴爾達-巴爾卡爾共和國放生。一些純種的歐洲野牛則與這些混種混合起來。於2000年，這些混種被描述為另一個亞種Bison bonasus montanus。

## 外部連結
- The Extinction Website - Caucasian European Bison - Bison bonasus caucasicus.
- European bison / Wisent